# ایگل مدالیون
ایگل مدالیون (Eagle Medallion) خودرویی است که در سال‌های ۱۹۸۷ – ۱۹۸۹در فرانسه تولید شده‌است. طراحی آن خودرو محور جلو بوده‌است. سیستم جعبه‌دندهٔ آن ۳ دنده به دو صورت خودکار و دستی است.
شرکت امریکن موتورز در اواخر دهه ۱۹۷۰ در مشکلات مالی قرار داشت و به دنبال شریکی بود که بتواند سرمایه و خط جدیدی از خودروها را به موجودی قدیمی خود وارد کند. رنو در سال ۱۹۷۹ ۵۰ درصد از سهام این شرکت را در اختیار گرفت و شبکه نمایندگی‌های خود را در شبکه AMC ادغام کرد. رنو همچنین مدل‌های محبوب خود را برای ساخت نسخه‌های آمریکای شمالی در اختیار AMC قرار می‌دهد؛ بنابراین AMC رنو ۱۸آی اسپرت واگن (انحصاری ایالات متحده) را برای مدتی همزمان با ای‌ام‌سی کنکورد خود فروخت.
در مواجهه با وخامت اوضاع در آغاز دهه ۱۹۸۰، رنو کنترل AMC را در دست گرفت و طیف جدیدی را برای راه اندازی مجدد شرکت معرفی کرد، از جمله در سال ۱۹۸۳ رنو آلیانس (رنو ۹) و در سال ۱۹۸۴ رنو انکور (رنو ۱۱). آلیانس در سال ۱۹۸۳ توسط مجله موتور ترند به عنوان خودروی سال انتخاب شد. رنو، رنو ۱۸ را در سال ۱۹۸۱ وارد بازار کرد. در همان زمان، ۱۹۸۳، رنو فیوگو با موتورهای ۱٫۶ لیتری و ۱٫۶ لیتری توربو ظاهر شد. از سال ۱۹۸۶، فیوگو موتور توربو خود را با موتور ۲٫۲ لیتری تعویض کرد و خانواده رنو ۱۸ به ۲٫۲ لیتری رنو اسپورت واگن تبدیل شد. در سال ۱۹۸۷ مدالیون جایگزین رنو ۱۸ شد و کنکورد با آرم رنو فروخته شد.

با این حال، در کنار عدم بهبود وضعیت AMC، خود رنو نیز با مشکلات جدی در اروپا مواجه شد و در نهایت AMC-Jeep-Renault به کرایسلر فروخته شد. از سال ۱۹۸۸، مدالیون در نسخه‌های سدان و استیشن واگن فروخته شد. در سال ۱۹۸۹، مدالیون تنها در نسخه سدان به ایگل مدالیون تبدیل شد؛ اما تولید پس از سال ۱۹۸۹ متوقف شد؛ نه به دلیل کمبود تقاضا یا مشکلات قابل اطمینان، بلکه به این دلیل که شرکت فرانسوی در معرض خطر ورود به رقابت با مدل‌های داخلی گروه کرایسلر (داج، پلیموث و کرایسلر) بود.